# 揚基斯普林斯鎮區 (密歇根州)
揚基斯普林斯鎮區（英語：Yankee Springs Township）是位於美國密歇根州巴里縣的一個行政鎮區。

## 地方資料
揚基斯普林斯鎮區的面積為92.90平方千米，當中陸地面積為80.50平方千米，而水域面積為12.40平方千米。根據2020年美國人口普查的數據，當地共有人口5322人，而人口密度為每平方千米57.29人。